# Элсон, Артур
Артур Элсон (англ. Arthur B. Elson; 18 ноября 1873, Бостон — 24 февраля 1940, Нью-Йорк) — американский музыкальный критик. Сын и ученик Луиса Чарлза Элсона.
Окончил Гарвардский университет (1895) как инженер-химик, затем получил степень бакалавра в Массачусетском технологическом институте (1897).
Сотрудничал как музыкальный критик в различных изданиях Бостона и Нью-Йорка. Наиболее известен как автор пионерского исследования «Вклад женщин в музыку» (англ. Woman's Work in Music; 1903); книга выдержала множество переизданий и дорабатывалась в соавторстве с Эвереттом Труэттом, с 1931 года выходила под именами двух авторов. Опубликовал также обзорные книги «Критическая история оперы» (англ. A Critical History of Opera; 1901), «Инструменты оркестра и их употребление» (англ. Orchestral Instruments and Their Use; 1903), «Современные композиторы Европы» (англ. Modern Composers of Europe; 1904 — известна, в частности, одной из первых высоких оценок песенного творчества Рихарда Штрауса) и др. Подготовил расширенное и дополненное переиздание книги своего отца «Национальная музыка Америки и её источники» (англ. The National Music of America and its Sources; 1921). Перевёл на английский язык известную книгу Мальвины Бре «Основы метода Лешетицкого» (1905).